# Mufasa: Lejonkungen
Mufasa: Lejonkungen (engelska: Mufasa: The Lion King) är en amerikansk animerad musikalisk dramafilm från 2024. Filmen är regisserad av Barry Jenkins, efter ett manus skrivet av Jeff Nathanson och producerad av Walt Disney Pictures. Filmen är datoranimerad på ett verklighetstroget sätt, liknande Lejonkungen från 2019. För filmens musik svarar Nicholas Britell, Pharrell Williams och Hans Zimmer.
Filmen hade biopremiär i Sverige den 18 december 2024, utgiven av Walt Disney Studios Motion Pictures.

## Handling
Filmen kretsar kring lejonet Mufasa, pappa till Simba, och utspelar sig i två olika tidslinjer. Filmen kretsar dels kring unge föräldralöse Mufasa och berättar om hans väg till makten i Lejonriket, dels följer filmen Timon, Pumbaa och Rafiki när de berättar historien för en ny lejonunge.

## Rollista (i urval)
| Engelska röster                                    | Svenska röster                                 | Karaktär |
| -------------------------------------------------- | ---------------------------------------------- | -------- |
| Aaron Pierre Braelyn och Brielle Rankins (som ung) | John Alexander Eriksson Eliace Fanou (som ung) | Mufasa   |
| Kelvin Harrison Jr. Theo Somolu (som ung)          | Alexander "Newkid" Ferrer Max Sadio (som ung)  | Taka     |
| John Kani Kagiso Lediga (som ung)                  | Peter Gardiner                                 | Rafiki   |
| Tiffany Boone                                      | Minou Deilert                                  | Sarabi   |
| Preston Nyman                                      | Anton Lundqvist                                | Zazu     |
| Blue Ivy Carter                                    | Khanya Bjurenstedt Waern                       | Kiara    |
| Mads Mikkelsen                                     | Mattias Knave                                  | Kiros    |
| Seth Rogen                                         | Linus Eklund Adolphson                         | Pumbaa   |
| Billy Eichner                                      | Björn Gustafsson                               | Timon    |
| Thandiwe Newton                                    | Nina Zanjani                                   | Eshe     |
| Lennie James                                       | Göran Berlander                                | Obasi    |
| Anika Noni Rose                                    | Janice Debora Kavander Kamya                   | Afia     |
| Keith David                                        | Camilo Ge Bresky                               | Masego   |
| Donald Glover                                      | John Lundvik                                   | Simba    |
| Beyoncé Knowles-Carter                             | Molly Hammar                                   | Nala     |
| Folake Olowofoyeku                                 | Sharon Dyall                                   | Amara    |
| Joanna Jones                                       | Carla Abrahamsen                               | Akua     |
| Thuso Mbedu                                        | Emelie Clausen                                 | Junia    |
| Abdul Salis                                        | Anders Börjesson                               | Chigaru  |
| Dominique Jennings                                 | Nadja El Mouhib                                | Sarafina |